# 라디오 타일랜드

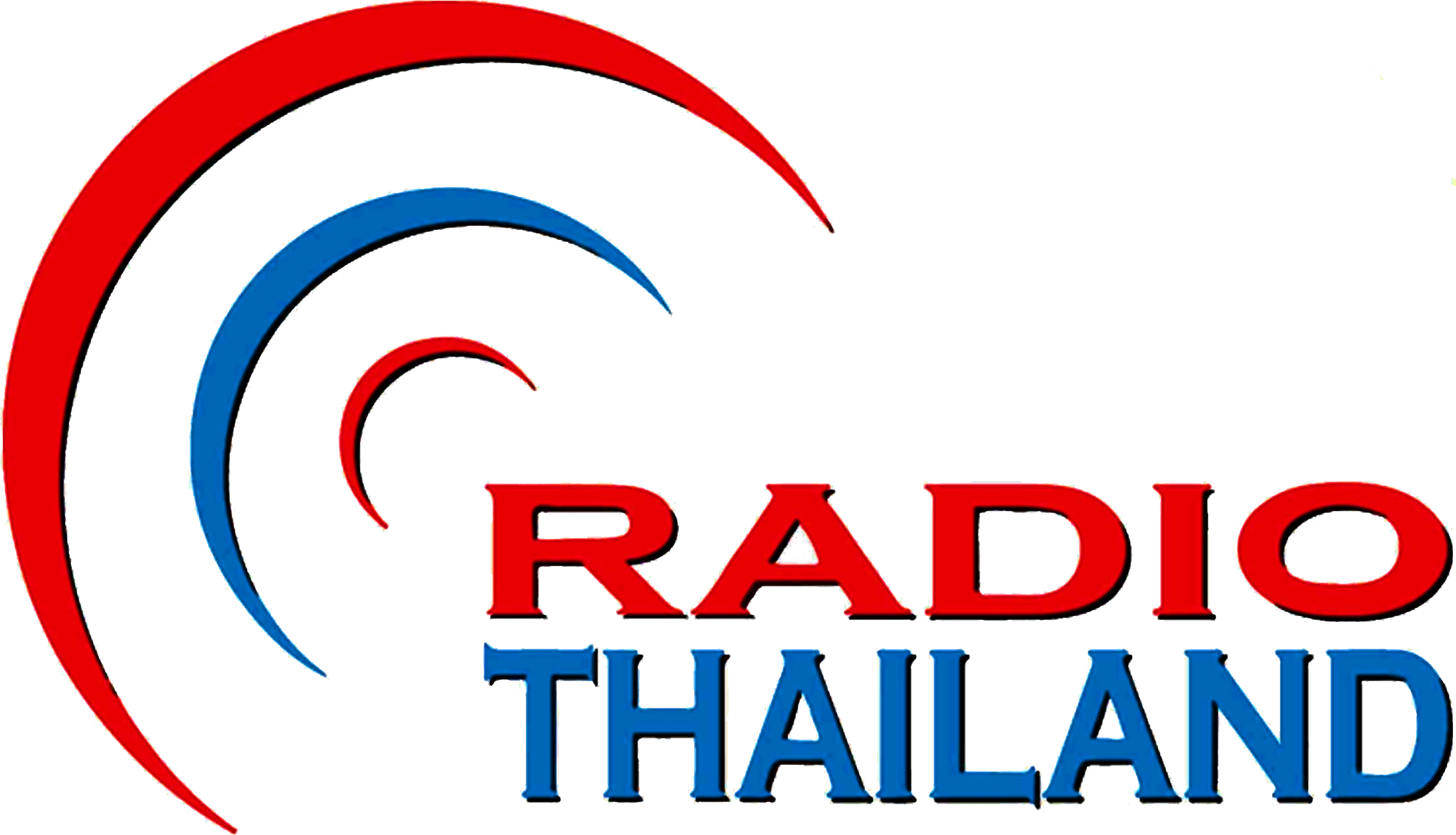

라디오 타일랜드(Radio Thailand)는 태국의 국제 방송국이다. 1938년 10월 20일에 개국하였다. 현재 총 12개 언어로 전 세계를 향해 방송하고 있다.

## 연혁
- 1938년 10월 20일 라디오 타일랜드 개국.

## 방송 언어
| - 태국어 - 영어 - 프랑스어 - 독일어 - 베트남어 - 크메르어 - 라오어 - 버마어 - 말레이어 - 인도네시아어 | - 중국어 - 일본어 |